# Zuidoost-Zuid-Holland
Zuidoost-Zuid-Holland is een deel van de provincie Zuid-Holland. Het gebied ligt in het Zuidoosten van de provincie aan tussen de Lek en de Merwede. Het is een van 40 Nederlandse COROP-gebieden.
- Alblasserdam
- Dordrecht
- Gorinchem
- Hardinxveld-Giessendam
- Hendrik-Ido-Ambacht
- Molenlanden
- Papendrecht
- Sliedrecht
- Zwijndrecht

Oost-Groningen · Delfzijl en omgeving · Overig Groningen · Noord-Friesland · Zuidwest-Friesland · Zuidoost-Friesland · Noord-Drenthe · Zuidoost-Drenthe · Zuidwest-Drenthe · Noord-Overijssel · Zuidwest-Overijssel · Twente · Veluwe · Achterhoek · Arnhem/Nijmegen · Zuidwest-Gelderland · Utrecht · Kop van Noord-Holland · Alkmaar en omgeving · IJmond · Agglomeratie Haarlem · Zaanstreek · Groot-Amsterdam · Het Gooi en Vechtstreek · Agglomeratie Leiden en Bollenstreek	 · Agglomeratie 's-Gravenhage · Delft en Westland · Oost-Zuid-Holland · Groot-Rijnmond · Zuidoost-Zuid-Holland · Zeeuws-Vlaanderen · Overig Zeeland · West-Noord-Brabant · Midden-Noord-Brabant · Noordoost-Noord-Brabant · Zuidoost-Noord-Brabant · Noord-Limburg · Midden-Limburg · Zuid-Limburg · Flevoland